# Liste der Monuments historiques in Lamargelle
Die Liste der Monuments historiques in Lamargelle führt die Monuments historiques in der französischen Gemeinde Lamargelle auf.

## Liste der Immobilien
| Bezeichnung                          | Beschreibung | Standort                  | Kennzeichnung | Schutzstatus | Datum | Bild |
| ------------------------------------ | --- | ------------------------- | ------------- | ------------ | ----- | ---- |
| Borne des Trois Abbés                | Grenzstein, um 1288                                                                                               | westlich des Ortes (Lage) | PA00112502    | Classé       | 1971  |      |
| Festes Haus der Äbte von Saint-Seine | mittelalterliches festes Haus der Abtei Saint-Seine, nach der Französischen Revolution in Wohngebäude umgewandelt | Rue du Château (Lage)     | PA21000004    | Inscrit      | 1996  |      |

## Liste der Objekte
| Bezeichnung                                | Beschreibung                                                  | Standort                                   | Kennzeichnung | Schutzstatus | Datum | Bild |
| ------------------------------------------ | ------------------------------------------------------------- | ------------------------------------------ | ------------- | ------------ | ----- | ---- |
| Skulptur Madonna mit Kind                  | Kalkstein, farbig gefasst, zweite Hälfte des 15. Jahrhunderts | in der Kirche Nativité-de-la-Vierge (Lage) | PM21001356    | Classé       | 1913  |      |
| Skulptur Heiliger Antonius der Große       | Kalkstein, farbig gefasst, zweite Hälfte des 15. Jahrhunderts | in der Kirche Nativité-de-la-Vierge (Lage) | PM21001357    | Classé       | 1913  |      |
| Skulptur Heiliger Jakobus der Ältere       | Kalkstein, farbig gefasst, zweite Hälfte des 15. Jahrhunderts | in der Kirche Nativité-de-la-Vierge (Lage) | PM21001358    | Classé       | 1913  |      |
| Skulptur Heilige Barbara                   | Kalkstein, farbig gefasst, zweite Hälfte des 15. Jahrhunderts | in der Kirche Nativité-de-la-Vierge (Lage) | PM21001359    | Classé       | 1913  |      |
| Skulptur Heilige Katharina von Alexandrien | Kalkstein, farbig gefasst, erste Hälfte des 16. Jahrhunderts  | in der Kirche Nativité-de-la-Vierge (Lage) | PM21001360    | Classé       | 1913  |      |
| Zwei Heiligenskulpturen                    | Kalkstein, farbig gefasst, zweite Hälfte des 15. Jahrhunderts | in der Kirche Nativité-de-la-Vierge (Lage) | PM21001361    | Classé       | 1913  |      |